# Miejsca kultu pogańskich Słowian

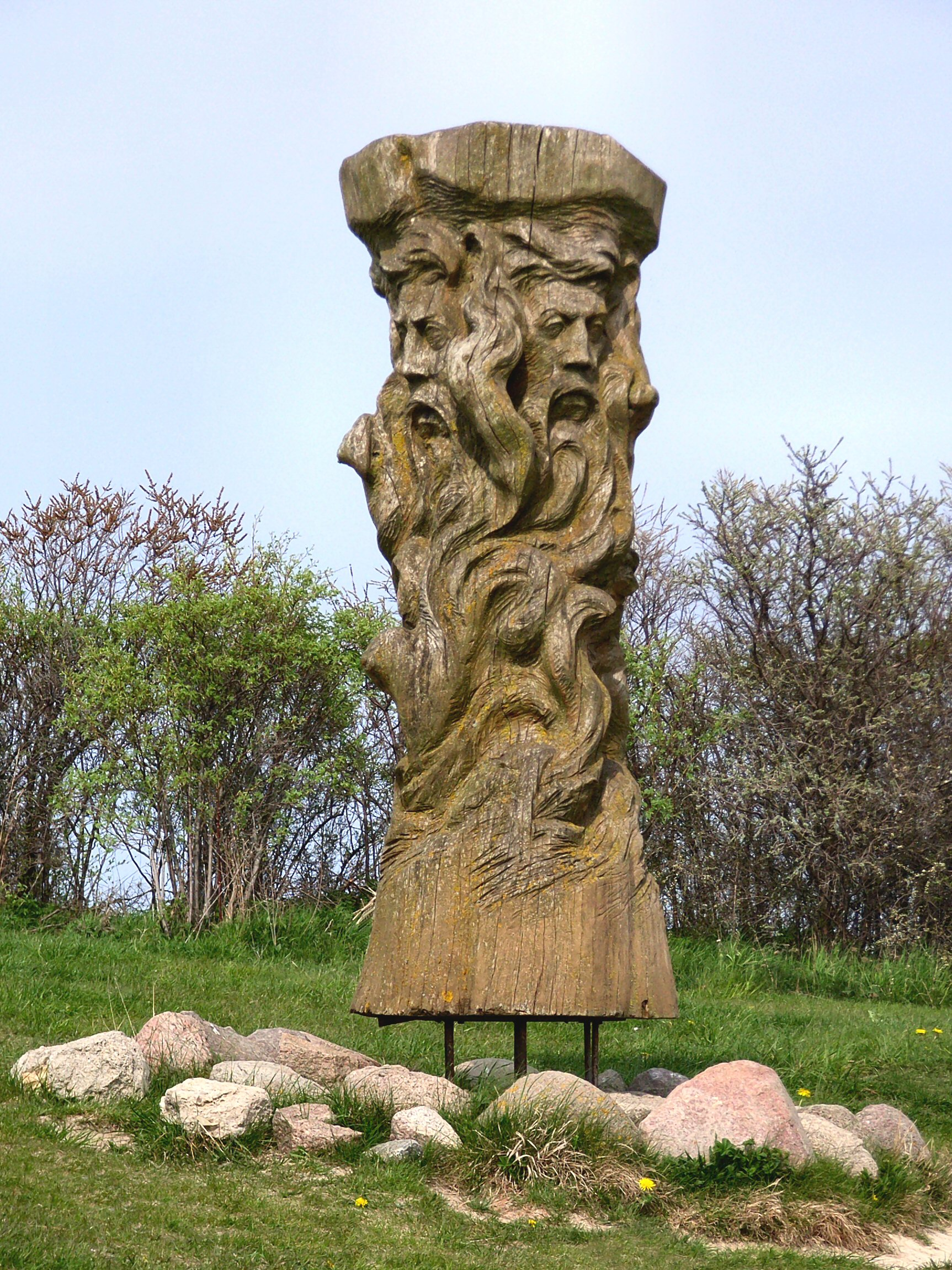
Współczesna wizja artystyczna statuy Świętowita – Arkona

Źródłem wiedzy o miejscach świętych przedchrześcijańskich Słowian są obrzędy ludowe oraz teksty średniowieczne. Miejsca kultowe były zróżnicowane w zależności od potrzeb religijnych. Duchom domowym cześć oddawano w obrębie domu i zagrody, pozostałym demonom i bóstwom na łonie przyrody.

## Zbiorniki wodne

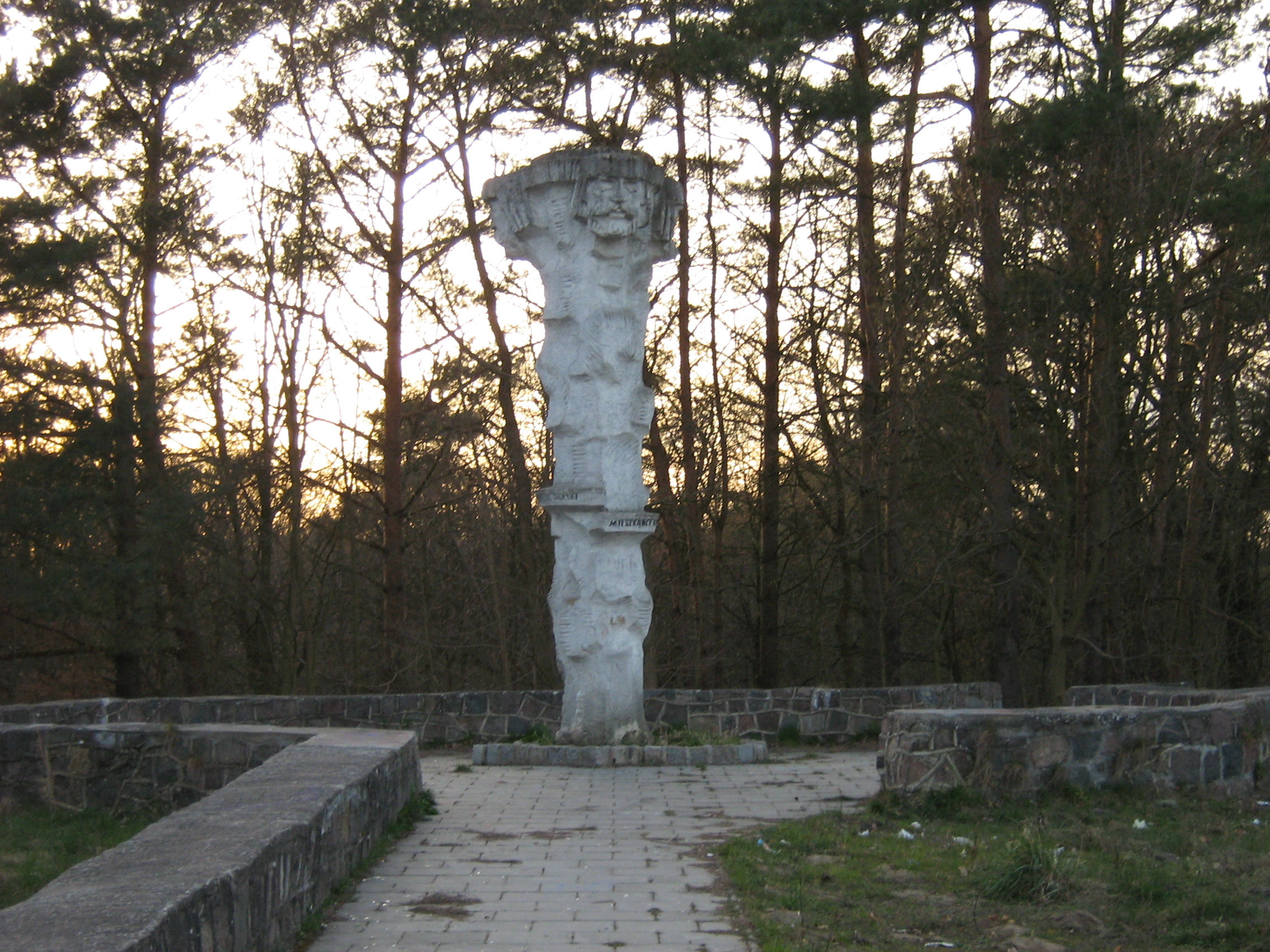
Współczesna figura Trygława w Wolinie

Ważną rolę w kulcie odgrywały zbiorniki wodne. Thietmar przytacza informację o plemieniu Głomaczy, których obrzędy religijne związane były ze źródłem Głomacz. W późniejszych kronikach często powtarza się potępienie odprawianego nad rzekami kultu. Kosmas z Pragi informuje o składaniu nad rzeką ofiar ze zwierząt, mąki i soli. Również w ruskim piśmiennictwie kościelnym znajduje się potępienie składanych nad wodą ofiar z kurcząt, a także zwyczaju przyprowadzania nad rzekę panny młodej, gdzie pito wspólnie z pucharu i wrzucano pierścienie do wody.

## Głazy

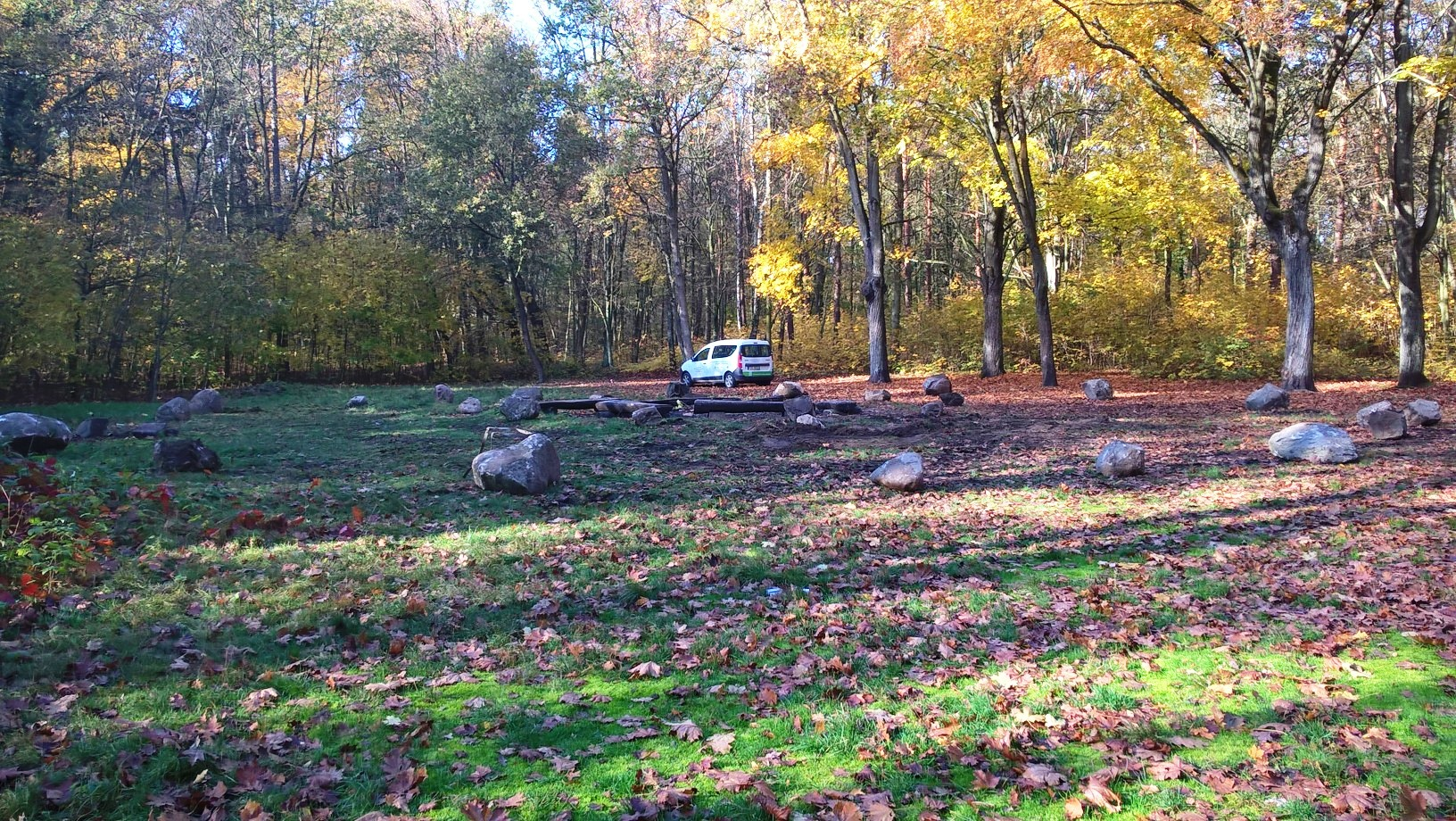
Rekonstrukcja kręgu kultowego w Parku Słowiańskim w Szprotawie

Dużą rolę w kulcie słowiańskim odgrywały elementy przyrody nieożywionej takie jak głazy i kamienie. Olbrzymie głazy służyły jako ołtarze, czego przykładem jest np. głaz pod Kołbielą nad Świdrem, w którego zagłębienia w pierwszy dzień Wielkanocy składano resztki święconki i pieniądze. Głazom o charakterystycznym kształcie przypisywano właściwości lecznicze.

## Święte drzewa
Spośród drzew szczególnym kultem otaczano dąb, lipę, klon, wiąz i jesion. Poszczególne drzewa i ich skupiska uznawano za siedliska bogów lub demonów i otaczano ochroną. Thietmar wspomina o wycięciu w 1009 gaju zwanego Świętym Borem w Schkeitbar pod Lützen, któremu miejscowi Słowianie mieli oddawać wręcz boską cześć. Podczas chrystianizacji Szczecina mieszkańcy miasta uprosili biskupa Ottona z Bambergu by nie wycinał świętego orzecha, aby mogli odpoczywać w jego cieniu.
Szczególną rolę w kulcie słowiańskim odgrywał dąb, uważany za święte drzewo Peruna. Jeszcze w XIX wieku w pobliżu Woroneża młoda para udawała się do starego dębu i trzykrotnie go obchodziła. Jałowiec był drzewem kojarzonym z kultem zmarłych, zaś lipa z kultem kobiecym, przez co zaadaptowano ją później do kultu Matki Boskiej. Drzewo stanowiło symboliczne wyobrażenie axis mundi, w miejscach kultowych pozbawionych drzew składano ofiary u stóp słupa.
Wraz z rozwojem wspólnoty politycznej i centralizacją kultu zaczęto ograniczać przestrzeń sakralną. Pierwotnie ogradzano święte drzewa i gaje (stąd nazwa "gaj" od gajiti ogradzać). Helmold z Bozowa opisuje gaj pod Stargardem Wagryjskim, otoczony płotem z dwiema bramami i dziedzińcem pośrodku. Prawo wejścia do środka miał jedynie kapłan z ofiarnikami lub osoby którym groziła śmierć, gdyż teren świętego gaju zapewniał im azyl. Zorganizowane terytoria kultowe urządzano także na wzniesieniach. Kompleks na Ślęży został przejęty przez Słowian po Celtach, którym pierwotnie służył. Ślady otoczonych wałami kamiennymi miejsc kultowych odkryto w wielu miejscach na obszarze całej Słowiańszczyzny, dużym ośrodkiem tego typu była np. Łysa Góra.
Dzięki wykopaliskom archeologicznym odkryto wzmiankowane wcześniej w podaniach miejsca kultowe także na równinach. Wały kultowe z miejscami na słup i paleniska oraz śladami ofiar odkryto m.in. w Wolinie, Płocku i Trzebiatowie. Zagadnieniu trudności badań i częstego braku bezpośrednich dowodów naukowych o mitologii opartej na informacjach pośrednich poświęcona jest napisana w formie leksykonu książka Jerzego Strzelczyka "Mity, podania i wierzenia dawnych Słowian".

## Chramy
Stosunkowo problematycznym jest zagadnienie słowiańskich świątyń, tzw. chramów (inaczej kącin). Najstarszym znaleziskiem mogącym świadczyć o zamknięciu kultu w obrębie drewnianej budowli są pozostałości fundamentów z VII-VIII wieku w Feldbergu pod Neustrelitz. Większość informacji dotyczących słowiańskich świątyń pochodzi z Połabia i Pomorza Zachodniego. Thietmar informuje o świątyni w Radogoszczy, Herbord w Szczecinie, Sakso Gramatyk w Arkonie. Informacje te dały podstawy do wysunięcia tezy, że świątynie na masową skalę pojawiły się dopiero w XI-XII wieku i tylko na obszarze Połabia, jako efekt konsolidacji politycznej i zagrożenia ze strony chrześcijaństwa. Informacje o chramach pojawiają się także na obszarze Rusi, jednak najprawdopodobniej nie odnosiły się one do świątyni jako takiej, a do otoczonego wałem miejsca z posągami bóstw. Przykładem takiego miejsca jest np. Peryń pod Nowogrodem Wielkim.
W czasach współczesnych członkowie wspólnot wyznaniowych tzw. rodzimowierców spotykają się w niektórych z tych miejsc dla obchodów swoich świąt, akcentując tym nawiązanie swych zgromadzeń do słowiańskich mitologii religijnych.

## Ważniejsze świątynie słowiańskie
- Arkona
- Wolin
- Ślęża
- Łysa Góra